# كودي هورن
كودي هاريل هورن (بالإنجليزية: Cody Horn)‏ (ولدت في 12 يونيو 1988) ممثلة وعارضة أزياء أمريكية، ظهرت في أفلام مثل "فيوليت وديزي" (2011)، و"ماجيك مايك" (2012)، و"نهاية المراقبة" (2012)، كما ظهرت ضيفةً في المسلسل الكوميدي "المكتب" على قناة NBC بدور جوردان غارفيلد (2011). واعتبارًا من عام 2024، أسست "كادنس كيتشن"، وهو برنامج تعليمي للطبخ.

## روابط خارجية
- كودي هورن على موقع IMDb (الإنجليزية)
- كودي هورن على موقع ألو سيني (الفرنسية)
- كودي هورن على موقع أول موفي (الإنجليزية)
- كودي هورن على موقع بوكس أوفيس موجو (الإنجليزية)
- كودي هورن على موقع قاعدة بيانات الأفلام السويدية (السويدية)
- كودي هورن على موقع قاعدة بيانات الفيلم (الإنجليزية)
- كودي هورن على موقع كينوبويسك (الروسية)